# Municipio de New Lyme
El municipio de New Lyme (en inglés: New Lyme Township) es un municipio ubicado en el condado de Ashtabula en el estado estadounidense de Ohio. En el año 2010 tenía una población de 1116 habitantes y una densidad poblacional de 17,3 personas por km².

## Geografía
El municipio de New Lyme se encuentra ubicado en las coordenadas 41°36′32″N 80°45′22″O / 41.60889, -80.75611. Según la Oficina del Censo de los Estados Unidos, el municipio tiene una superficie total de 64.52 km², de la cual 64,43 km² corresponden a tierra firme y (0,14 %) 0,09 km² es agua.

## Demografía
Según el censo de 2010, había 1116 personas residiendo en el municipio de New Lyme. La densidad de población era de 17,3 hab./km². De los 1116 habitantes, el municipio de New Lyme estaba compuesto por el 97,31 % blancos, el 1,52 % eran afroamericanos, el 0,45 % eran asiáticos y el 0,72 % eran de una mezcla de razas. Del total de la población el 0,81 % eran hispanos o latinos de cualquier raza.